# Maratus obscurior
Lycidas obscurior là một loài nhện trong họ Salticidae.
Loài này thuộc chi Lycidas. Lycidas obscurior được Eugène Simon miêu tả năm 1909.